# Margarito Salazar Cárdenas
Margarito Salazar Cárdenas III Obispo Diocesano de la Diócesis de Matehuala a partir de 24 de mayo de 2018.
Monseñor Salazar Cárdenas nació el 22 de febrero de 1958 y fue ordenado sacerdote el 12 de junio de 1989, incardinándose en la diócesis de Matamoros.
Se licenció en Teología Fundamental en la Universidad Pontificia de México y a lo largo de su vida como religioso ha sido formador, docente, vicerrector y rector del Seminario diocesano, coordinador de la Comisión diocesana para la Pastoral Vocacional, párroco y vicario parroquial.
Hijo de Ezequiel Salazar Domínguez (+) y Conrada Cárdenas Trujillo (+) es el sexto de once hermanos. Ingresó al Seminario menor de Matamoros, Tamaulipas, en 1978.
Fue nombrado III Obispo de la Diócesis de Matehuala el 3 de marzo de 2018 por Su Santidad el Papa Francisco y consagrado el 24 de mayo del mismo año.